# السادات (شمال سيناء)
السادات إحدى قرى مركز بئر العبد التابع لمحافظة شمال سيناء بجمهورية مصر العربية.